# Komposite Ordnung

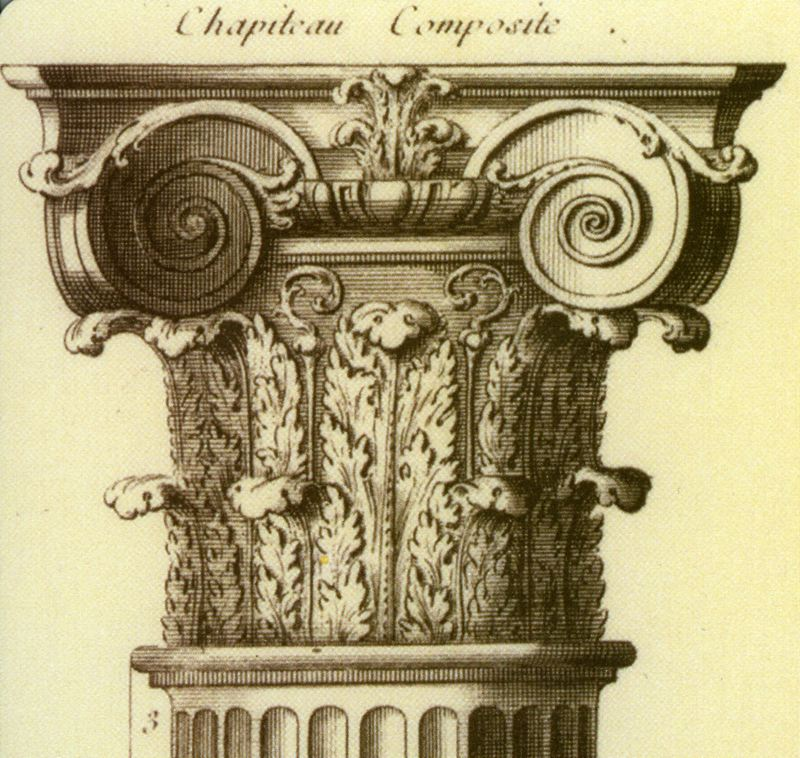
Kompositkapitell

Die komposite Ordnung ist eine der fünf klassischen Säulenordnungen. In der Hierarchie der Säulenordnungen nimmt sie den obersten Platz über der korinthischen Ordnung ein. Somit wird sie auch in der mehrstöckigen Fassadengestaltung für das oberste Stockwerk verwendet. 

## Aufbau der kompositen Ordnung
Die Kompositordnung ist eine reine Säulenordnung ohne Ausbildung eines besonderen Gebälks und folgt in ihrem Aufbau den Grundzügen der korinthischen Ordnung. Die Säulenbasis ist meist als Kompositbasis gebildet. Schaft und Proportionierung folgen den Gestaltungsmustern der korinthischen Ordnung. Das Kapitell der kompositen Ordnung ist eine Kombination aus dem Echinus und den Voluten des ionischen Diagonalkapitells und dem mit Akanthusblättern geschmückten Kapitellkörper (Kalathos) des korinthischen Kapitells.

## Historische Entwicklung
Die komposite Ordnung ist eine Entwicklung der römischen Architektur.
Frühe Kapitelle des Typs begegnen bereits im 1. Jahrhundert v. Chr. an der Großen Palästra in Pompeji. Das um 40 n. Chr. in Köln errichtete Grabmal des Poblicius weist in der Scheinarchitektur seines Sockels ebenfalls recht frühe Kompositkapitelle an den Eckpilastern auf. In Rom ist die komposite Ordnung erstmals nachweisbar am Titusbogen, der zwischen 81 und 90 n. Chr. fertiggestellt wurde. Ab hadrianischer Zeit verbreitete sie sich rasch im ganzen Römischen Reich und wurde – in Konkurrenz zur korinthischen Ordnung – gestaltendes Element der römischen Reichsarchitektur.
Die Architekten der Renaissance entwickelten sie zu einer eigenständigen Ordnung weiter. Da sie besonders auf Verhältnisse und Proportionen achteten, legten sie in Anlehnung an Vitruv sogenannte moduli fest, die das Verhältnis des unteren Durchmessers zur Gesamthöhe der Säule beschrieben. Bei der kompositen Ordnung war dieses Verhältnis (mit 1:10 bis 1:12) am gestrecktesten.